# Melaleucia obliquifasciata
Melaleucia obliquifasciata là một loài bướm đêm thuộc họ Erebidae. Nó được tìm thấy ở south-central Sri Lanka.
Mỗi năm loài này có thể có nhiều thế hệ. Con trưởng thành được ghi nhật tất cả các tháng trừ tháng 1, tháng 2, tháng 10 và tháng 12.
Sải cánh dài 12–15 mm. Cánh trước rộng và màu trắng. Cánh sau màu nâu hơi xám sáng.